# Дерби Ејкерс (Калифорнија)
Дерби Ејкерс (енгл. Derby Acres) насељено је место без административног статуса у америчкој савезној држави Калифорнија.

## Демографија
По попису из 2010. године број становника је 322, што је 54 (-14,4%) становника мање него 2000. године.
| Група             | 2000.       | 2010.       |
| Белци             | 339 (90,2%) | 279 (86,6%) |
| Афроамериканци    | 0 (0,0%)    | 0 (0,0%)    |
| Азијати           | 0 (0,0%)    | 0 (0,0%)    |
| Хиспаноамериканци | 29 (7,7%)   | 36 (11,2%)  |
| Укупно            | 376         | 322         |